# Giuliano
Giuliano Victor de Paula (Curitiba, 31 mei 1990) - alias Giuliano - is een Braziliaans voetballer die bij voorkeur als offensieve middenvelder speelt.

## Clubcarrière
Giuliano debuteerde in 2007 bij Paraná Clube, waar hij doorstroomde vanuit de jeugdopleiding. Op 13 februari 2007 tekende hij zijn eerste profcontract en op 2 november 2007 maakte hij zijn competitiedebuut. In januari 2009 verkocht Paraná Clube hem aan SC Internacional. Op 18 augustus 2010 won hij met die club de Copa Libertadores, nadat Chivas USA in de finale met 3-2 verslagen werd. Op 2 maart 2011 tekende hij een vierjarig contract bij Dnipro Dnipropetrovsk. In de zomer van 2014 keerde Giuliano terug naar Brazilie. Daar ging hij spelen voor Grêmio. Twee jaar later werd hij door Zenit Sint-Petersburg weer naar Europa gehaald. In de zomer van 2017 verliet Giuliano Zenit en tekende hij een contract bij Fenerbahçe SK.

## Interlandcarrière
Giuliano debuteerde in 2010 voor Brazilië. Daarvoor was hij reeds actief bij Brazilië -17 en Brazilië -20. Met die laatste werd hij tweede op het WK -20 in 2009.

## Erelijst
Sport Club Internacional
- Copa Libertadores

2010
1 Eğribayat ·
4 Söyüncü ·
5 Yüksek ·
6 Djiku ·
8 Yandaş ·
9 Džeko  ·
10 Tadić ·
13 Fred ·
16 Müldür ·
17 Kahveci ·
18 Kostić ·
19 En-Nesyri ·
21 Osayi-Samuel ·
22 Mercan ·
23 Tosun ·
24 Oosterwolde ·
33 Carlos ·
34 Amrabat ·
37 Škriniar ·
40 Livaković ·
50 Becão ·
53 Szymański ·
54 Çetin ·
70 Aydın ·
77 Mimović ·
94 Talisca ·
95 Akçiçek ·
97 Saint-Maximin ·
Coach: Mourinho